# Ibitiúra de Minas
Ibitiúra de Minas is een gemeente in de Braziliaanse deelstaat Minas Gerais. De gemeente telt 3.516 inwoners (schatting 2009).

## Aangrenzende gemeenten
De gemeente grenst aan Andradas, Caldas en Santa Rita de Caldas.